# 리트머스이끼
리트머스이끼는 자낭균류 리트머스이끼과에 속하며 학명은 Roccella tinctoria이다. 바닷가 바위 위에 모여 자라는 나뭇가지 모양의 지의류로 높이는 10cm 내외이다. 지의체는 회백색을 띠며 조금 가지를 내밀고 바위 위에 붙어 돋아난다. 가지 위 등에 지름 1~2mm의 원반 모양 자기(子器)를 붙인다. 리트머스이끼는 리트머스이끼속의 총칭이기도 하며 약 30종을 포함하고, 어느 것이나 리트머스염료의 원료로 이용된다. 리트머스이끼속에는 나무줄기에 돋아나는 것도 알려져 있는데 동남아시아에 분포하는 R. montagnei가 대표적이다. 지중해 연안·서아프리카 해안 등에 분포하는 나뭇가지 모양의 지의류이다.